# Monika Karsch
Monika Karsch (* 22. Dezember 1982 in Schongau) ist eine deutsche Sportschützin, die Olympia- und Europaspielesiegerin und mehrfache Europameisterin in den Disziplinen Luftpistole und Sportpistole ist.

## Werdegang
Bei den Europameisterschaften 2011 belegte sie in der Mannschaftswertung mit der Sportpistole den siebten Platz. Zwei Jahre später gewann sie bei den Europameisterschaften 2013 mit der Sportpistole die Bronzemedaille in der Einzel- und die Silbermedaille in der Mannschaftswertung. 2014 gewann sie bei den Europameisterschaften mit der Luftpistole Silber in der Einzel- und in der Mannschaftswertung. Bei den Weltmeisterschaften 2014 belegte sie mit der Sportpistole den sechsten Platz im Einzel und den vierten Platz mit der Mannschaft.
2015 wurden in Baku die ersten Europaspiele ausgetragen. Monika Karsch siegte zusammen mit Christian Reitz im Mixed-Wettbewerb mit der Luftpistole, im Einzel gewann sie mit der Sportpistole die Bronzemedaille. Bei den Europameisterschaften 2015 belegte sie den sechsten Platz mit der Sportpistole. Beim vorolympischen Weltcup in Rio de Janeiro erreichte Karsch 2016 den vierten Platz mit der Sportpistole. Auf der gleichen Anlage wurden auch die Schießwettbewerbe bei den Olympischen Spielen 2016 ausgetragen. Monika Karsch war für beide Pistolenwettbewerbe nominiert. Mit der Luftpistole wurde sie über 10 Meter 25., im Schießen mit der Sportpistole über 25 Meter gewann sie die Silbermedaille im Finale gegen Anna Korakaki.
Am 1. November 2016 wurde ihr von Bundespräsident Joachim Gauck das Silberne Lorbeerblatt – die höchste sportliche Auszeichnung in Deutschland – verliehen.
Im März 2025 konnte Karsch mit ihren Schützenkoleginnen Doreen Vennekamp und Susanne Neisinger die Silbermedaille bei den Europameisterschaften in Osijek holen.